# Алі Акбар Велаяті
Алі Акбар Велаяті (перс. علی‌اکبر ولایتی; нар. 24 червня 1945, Тегеран, Іран) — іранський політик і дипломат.

## Освіта
Навчався в привілейованих середніх школах Тегерана «Бахрам», «Надер Ашраф» і «Джам аль-Гольхак».
У 1971 закінчив медичний факультет педіатрії Тегеранського університету.
У 1974 навчався на спеціальному факультеті інфекційних захворювань Медичного центру.
У 1977 навчався в США, отримав вчений ступінь доктора на кафедрі інфекційних захворювань. Професор, декан медичного факультету.
Вільно володіє англійською мовою.

## Кар'єра
Після перемоги Ісламської революції 1978 деякий час перебував у Партії Ісламської революції, обирався депутатом Меджлісу першого скликання.
Обіймав посади заступника міністра охорони здоров'я, члена Ради директорів Ісламської Асоціації лікарів, члена Комітету з питань охорони здоров'я.
У 1981 його призначають Міністром закордонних справ Ірану, на посаді він перебував протягом всієї Ірано-іракської війни та економічної блокади, тобто 16 років.
У 1997 призначається радником Верховного лідера Ірану з питань зовнішньої політики.
Є одним з найдосвідченіших дипломатів Ірану. Член Ісламської консультативної ради Ірану.